# Eva Baltasar
Eva Baltasar (Barcellona, 26 agosto 1978) è una poetessa e scrittrice spagnola.
È laureata in Pedagogia all'Università di Barcellona, attività che non esercita. Nel 2008 ha debuttato come poetessa con Laia con il quale ha vinto il Premio Miquel de Palol. Tra il 2009 e il 2017 ha pubblicato altre raccolte di poesie, ricevendo dei premi per ognuna.
Nel 2018 ha pubblicato Permafrost, la sua prima opera di narrativa con cui si è aggiudicata il Premio Llibreter. I diritti per la traduzione del romanzo dall'originale catalano sono stati venduti a editori in sei lingue diverse, tra cui inglese e italiano. Permafrost rappresenta la prima opera di un trittico in l'autrice esplora in prima persona la vita di tre donne che vivono le contraddizioni proprie del loro tempo
Nel 2020 ha pubblicato la seconda opera del trittico, Boulder, romanzo con cui ha ottenuto il primo Òmnium per il miglior racconto del 2020.

## Opere
Racconti
- El camí de les flors. Pagès, 2012[1]
- Permagel. Club Editor, 2018 (Premio Llibreter[2] e Premio L'Illa dels Llibres)[3]
- Boulder. Club Editor, 2020 (Premio Òmnium)
- Mamut. Club Editor, 2022

Poesia
- Laia. Columna, 2008 (Premio Miquel de Palol)[4]
- Atàviques feres. Cossetània, 2009 (Premio Ramon Comas i Maduell)[5]
- Reclam. Institut d'Estudis Ilerdencs, 2010 (Premio Les Talúries)[6]
- Dotze treballs. Pagès, 2011 (Premio Benet Ribas)[7]
- Medi aquàtic. Pagès, 2011 (Premio Màrius Torres)[8]
- Poemes d'una embarassada. Pagès, 2012 (Premio Jordi Pàmias)[9]
- Vida limitada. Món de Llibres, 2013 (Premio Miquel Àngel Riera)[10]
- Animals d'hivern. Edicions 62, 2016 (Premio Gabriel Ferrater)[11]
- Neutre. Bromera, 2017 (Premio Ibn Jafadja)[12]
- Invertida. Lleonard Muntaner, 2017 (Premio Mallorca)[13]
- Nus Schiele. Club Editor, 2021

Traduzioni italiane
- Permafrost, Nottetempo, 2019, traduzione di Amaranta Sbardella
- Boulder, Nottetempo, 2021, traduzione di Amaranta Sbardella